# Monofonika
Monofonika je slovenska glasbena založba, ki se nahaja v Mariboru. Založba izdaja predvsem prezrto underground glasbo osemdesetih, v tedanji Jugoslaviji in sicer: elektronska glasba, industrial, ritual, eksperimental, punk in alternativa.      

##### Izvajalci:
Mario Marzidovšek, Electric Fish, Lokalna TV, Študentsko delavski rock teater v opoziciji, HUM, Klopotec, Peter T. Dobrila, Abbildungen Variete